# The Good Earth (album)
Albums de Manfred Mann's Earth Band
Solar Fire
(1973) Nightingales & Bombers
(1975)
Singles
1. Be Not To hard
Sortie : 1er novembre 1974

The Good Earth est un album du groupe de rock progressif britannique Manfred Mann's Earth Band. Il parait sur le label Bronze Records le 11 octobre 1974 et fut produit par le groupe.

## Historique
Cet album est enregistré pendant la période printemps / été 1974 à Londres dans les studios Workhouse. Le titre The Good Earth qui ouvre l'album est une reprise que le chanteur / claviériste Gary Wright (Spooky Tooth) avait écrit pour son album en solo Footprint (1971). MMEB en propose ici une version rallongée (8:31), l'original ne faisant que trois minutes et dix-sept secondes. Les deux titres suivants sont des reprises du groupe de rock progressif australien Spectrum . La face deux est composée par le groupe.
Les chansons Earth Hymn et Earth Hymn Part 2 sont inspirées du 2e mouvement (Adagio) du Concerto pour orgue (BWV 593) de Jean-Sébastien Bach, lui même adapté du 2e mouvement (Larghetto e spiritoso) du Concerto n°8 pour 2 violons et basse continue (RV 522) de Vivaldi.
Les premiers acheteurs de cet album, peuvent acquérir un pied carré (30,48 × 30,48 cm) de terre, situé dans les Brecon Beacons au Pays de Galles, pour peu qu'ils retournent le coupon d'enregistrement fourni avec la pochette intérieur de l'album avant le 31 décembre 1975.
L'album n'entre pas dans les charts britanniques mais fait une brève apparition dans les charts norvégiens (1 semaine) à la 20e place. Il se classe aussi à la 157e place du Billboard 200 américain.

## Liste des titres
| 1. | Give Me the Good Earth | Gary Wright | 8:31 |
| 2. | Lauching Place         | Mike Rudd   | 5;52 |
| 3. | I'll Be Gone           | Mike Rudd   | 3:42 |

| 4. | Earth Hymn        | Manfred Mann, Chris Slade  | 6;19 |
| 5. | Sky High          | Mike Rodgers               | 5:15 |
| 6. | Be Not Too Hard   | Rodgers, Christopher Logue | 4:12 |
| 7. | Earth Hymn Part.2 | Mann, Slade                | 4:18 |

| 8.  | Be Not To Hard (Single version)    | Rodgers, Logue | 3:39 |
| 9.  | I'll Be Gone (Single version)      | Rudd           | 3:28 |
| 10. | Earth Hymn Part 2 (Single version) | Mann, Slade    | 4:13 |

## Musiciens
- Manfred Mann – claviers, chœurs
- Mick Rogers – guitares, chant
- Chris Slade – batterie, percussions
- Colin Pattenden – basse

## Charts
| Pays       | Durée du classement | Meilleur classement |
| ---------- | ------------------- | ------------------- |
| États-Unis | 3 semaines          | 157e                |
| Norvège    | 1 semaine           | 20e                 |